# Sent Ginièis de Malgoiriés
Sent Ginièis de Malgoiriés (en francès Saint-Geniès-de-Malgoirès) és un municipi francès situat al departament del Gard i a la regió d'Occitània.